# Сапейков (Октябрьский район)
Сапейков (бел. Сапейкаў) — деревня в Протасовском сельсовете Октябрьского района Гомельской области Беларуси.
На западе и юге граничит с лесом.

## География

### Расположение
В 24 км на северо-восток от Октябрьского, 19 км от железнодорожной станции Ратмировичи (на ветке Бобруйск — Рабкор от линии Осиповичи — Жлобин), 187 км от Гомеля.

## Транспортная сеть
Транспортные связи по просёлочной, затем автомобильной дороге Паричи — Октябрьский. Планировка состоит из чуть изогнутой улицы, ориентированной с юго-востока на северо-запад, к которой на севере присоединяется переулок. Застройка двусторонняя, неплотная, деревянная, усадебного типа.

## История
По письменным источникам известна с XIX века как деревня в составе казённого поместья Брожа. В 1879 году упомянута в числе селений Чернинского церковного прихода. Согласно переписи 1897 года в деревне Сапейки находился хлебозапасный магазин. В 1908 году в Чернинской волости Бобруйского уезда Минской губернии.
В 1925 году в Романищевском сельсовете Паричского района Бобруйского округа. В 1930 году организован колхоз. Во время Великой Отечественной войны в апреле 1942 года немецкие оккупанты сожгли 16 дворов и убили 15 жителей. 20 жителей погибли на фронте. Согласно переписи 1959 года в составе колхоза «Восток» (центр — деревня Моисеевка); работал магазин.

## Население

### Численность
- 2004 год — 45 хозяйств, 88 жителей.

### Динамика
- 1897 год — 43 двора, 266 жителей (согласно переписи).
- 1908 год — 54 двора, 309 жителей.
- 1925 год — 69 дворов.
- 1940 год — 86 дворов, 340 жителей.
- 1959 год — 228 жителей (согласно переписи).
- 2004 год — 45 хозяйств, 88 жителей.